# 宮脇灯子
宮脇 灯子（みやわき とうこ、1968年1月6日 - ）は、日本の菓子・料理研究家、作家。東京都出身。父は紀行作家の宮脇俊三。

## 経歴
成城大学文芸学部英文学科卒業。
1990年、出版社に入社。料理書の編集に携わる。
1993年、退職し、エコール・キュリネール国立製菓専門カレッジ（現・エコール 辻 東京）でフランス菓子を学ぶ。
1995年、パリの「エコール・リッツ・エスコフィエ」で製菓コース修了。1997年、アルザス地方のストラスブールでホームステイをする。以降、約10年間この地域をたびたび訪れ、郷土料理と菓子について学ぶ。

## 著書
- 『父・宮脇俊三への旅』 グラフ社、2006年12月30日、ISBN 4766210220。
- 『父・宮脇俊三が愛したレールの響きを追って』（小林写函 / 写真） JTBパブリッシング、2008年8月1日、ISBN 9784533072000。
- 『ハチワレ猫ぽんたと過ごした１１１４日』 河出書房新社、2021年12月、ISBN 9784309030173。